# Etilbenzen
Etilbenzenul sau feniletanul este un compus organic din categoria alchil-arenelor mononucleare, cu formula C6H5CH2CH3. Este un lichid incolor extrem de inflamabil, cu un miros asemănător cu cel al benzinei. Este folosit în majoritate ca și intermediar pentru producerea unui monomer numit stiren.

## Istoric
Alchilarea hidrocarburilor aromatice cu olefine în prezența unui catalizator pe bază de AlCl3 a fost prima dată practicată de Balsohn în 1879. Totuși, Friedel și Crafts au fost pionierii primelor cercetări în alchilare și cataliză pe bază de AlCl3. Mai multe instalații contruite în anii 1960 recuperau etilbenzenul prin fracționarea amestecului de xileni produs în unitățile de reformare catalitică. Această metodă a fost întreruptă datorită ineficienței din punct de vedere economic datorată consumului mare de energie și a costului de investiție, precum și a profitului mai mic comparativ cu cel realizat în urma alchilării convenționale.
Etilbenzenul a fost prima dată produs pe scală industrială de Dow Chemical în Statele Unite și de BASF în Germania. Industria etilbenzen/stiren a rămas practic nesemnificativă până la al Doilea Război Mondial. Cererea extraordinară de cauciuc sintetic butadienă-stiren în timpul războiului a declanșat îmbunătățiri tehnologice și creșteri extraordinare de capacitate. Acest efort considerabil pentru război a dus la construirea a mai multor fabrici de dimensiuni mari, și producția de stiren a devenit repede o industrie importantă.

## Obținere
La scară industrială, etilbenzenul este obținut în urma reacției dintre benzen (C
6H
6) și etilenă sau etenă (C
2H
4), procesul fiind catalizată în mediu acid: 
C
6H
6 + C
2H
4  →  C
6H
5CH
2CH
3
Mici cantități de etilbenzen sunt recuperate din amestecurile de xileni prin fracționare, ca și extensie a procesului de distilare. O cantitate importantă de etilbenzen este încă produsă prin alchilare cu în cataliză omogenă cu clorură de aluminiu (AlCl3) în fază lichidă, cu toate ca tendințele recente în industrie sunt pentru a moderniza unitățile de acest tip cu tehnologii pe bază de zeoliți. 
Ultimele tehnologii folosesc zeoliți sintetici instalați în reactoare cu catalizator în strat fix pentru a cataliza reacția în faza lichidă. O altă metodă folosită utilizează zeoliți sintetici cu pori mai mici de asemeni în reactoare cu catalizator în strat fix pentru a cataliza reacția în fază de vapori.
În 1999 producția anuală de etilbenzen a atins aproape 25 × 106 tone. Pe parcursul anilor 1990, creșterile de capacitate au avut loc în Orientul Îndepărtat, exceptând Japonia, unde industriile petrochimice de bază au suferit o dezvoltare și expansiune considerabilă.

## Utilizări
Este folosit aproape în exclusivitate (>99%) ca intermediar pentru producerea monomerului de stiren, unul din cei mai folosiți compuși industriali. Producția de stiren care folosește etilbenzen ca materie primă folosește circa 50% din producția mondială de benzen. Mai puțin de 1% din producția de etilbenzen este folosită ca solvent pentru vopsele sau ca intermediar în producerea de dietilbenzen, acetofenonă, sau etil-antrachinone.
Practic toată producția comercială de etilbenzen este consumată pentru producerea de monomer stiren sau în co-producerea de monomer stiren și propilen-oxid (oxid de propenă). Stirenul este folosit la obținerea de polistiren și o gamă largă de alte plastice. Reacția de obținere a monomerului de stiren prin dehidrogenare este reprezentată mai jos: